# 張奕
張 奕（ジャン イー、ちょう やく、1994年2月26日 - ）は、台湾（中華民国）・花蓮県万栄郷出身のプロ野球選手（投手）。右投右打。富邦ガーディアンズ所属。
日本国内の高校（福岡第一高等学校）に3年間在学していたため、NPBでは、ドラフト指名を受け、外国人枠の例外規定で日本人選手と同じ扱いを受けているが、国際大会には台湾（チャイニーズタイペイ）の代表として出場している。NPBでの登録名の読みは、日本語読みした「ちょう やく」。
日本のプロ野球でのプレー経験を持つ陽耀勳、陽品華（改名前は「陽耀華」〈読み方：よう ようか〉、元長崎セインツ・愛媛マンダリンパイレーツ内野手）、陽岱鋼兄弟は、母方の従兄に当たる。

## 経歴

### プロ入り前
小学3年生の頃から台湾で野球を始めたが、7歳年上の従兄である陽岱鋼への憧れから福岡県福岡市の福岡第一高校に進学。右翼手と投手を兼ねていた。3年夏の第94回選手権福岡大会決勝では「1番・右翼手」としてスタメンに起用。3回裏からの救援登板で6イニングを無失点に抑えたほか、打者として1安打を放ったがチームは飯塚高校に2-4で敗れた。結局、甲子園球場の全国大会とは無縁のまま日本経済大学へ進んだ。
日本経済大学への進学後は外野手として1年時の春からレギュラーに定着。福岡六大学のリーグ戦では、新人王と2度のベストナインを受賞した。また3年時までのリーグ戦で打った本塁打は1本だったが、4年時の秋には4本塁打で最多本塁打のタイトルを獲得した。
2016年のドラフト会議で、オリックス・バファローズから外野手として育成選手ドラフト1位指名を受け、支度金300万円、年俸250万円（金額は推定）という条件で、育成選手として入団した。入団当初の背番号は122。

### オリックス時代

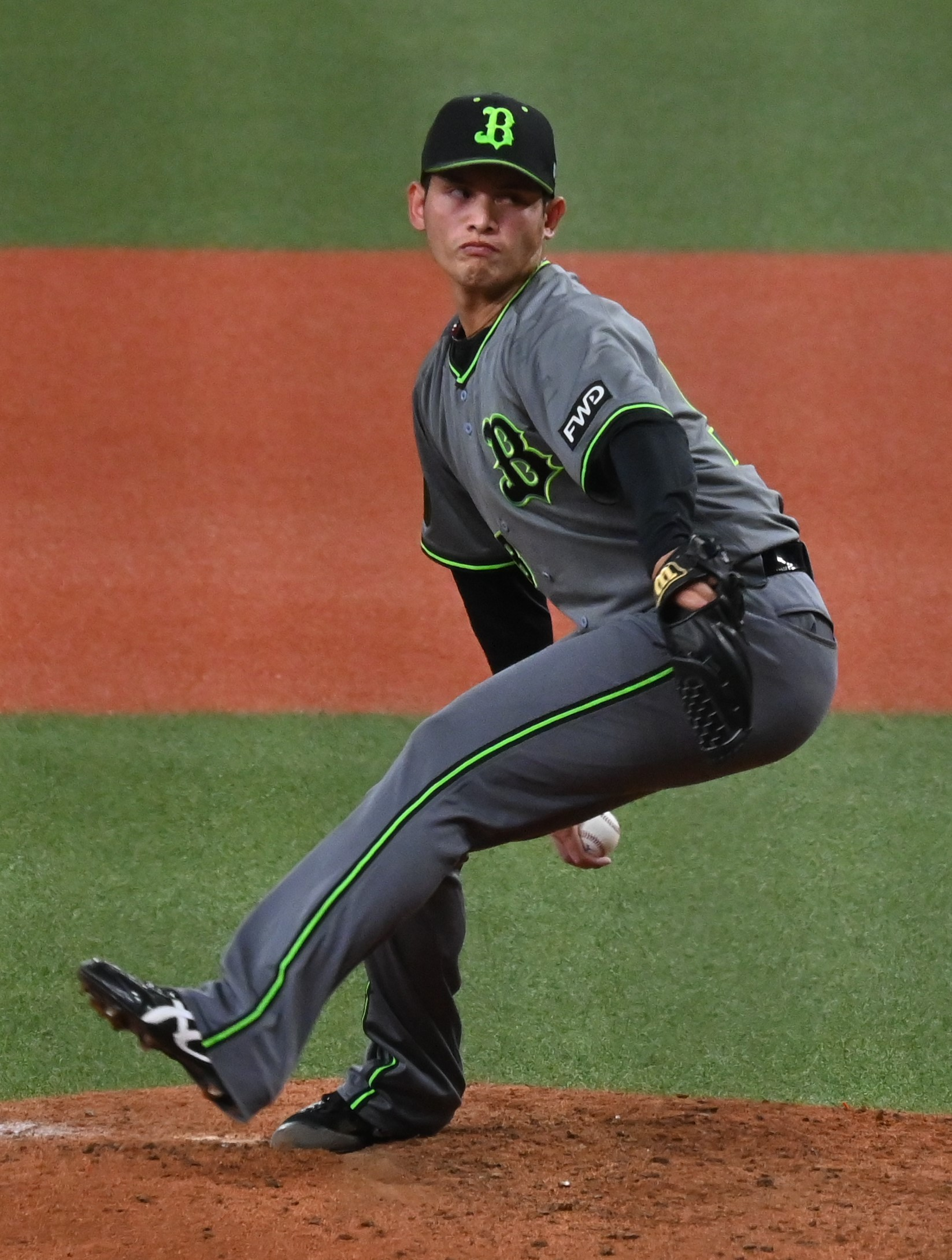
オリックス・バファローズ時代
（2021年7月7日 京セラドーム大阪）

2017年は、外野手としてウエスタン・リーグ公式戦59試合に出場した。しかし、打率.091、1打点、0本塁打と全く振るわず支配下選手登録を勝ち取れなかった。
2018年は、ウエスタン・リーグ公式戦で15試合連続ノーヒットを喫した末にレギュラーシーズン中の6月中旬から投球練習を開始。外野手登録を続けながら同リーグ公式戦5試合に投手として登板すると、通算投球イニングが5回ながら防御率1.80という成績を残した。
2019年は、ポジション登録を外野手から投手へ正式に変更。令和時代最初の日であった5月1日に支配下選手契約へ移行するとともに、背番号を 98に変更した。5月16日の対千葉ロッテマリーンズ戦（ZOZOマリンスタジアム）8回裏に一軍公式戦へデビュー。救援で2試合に登板しただけで出場選手登録をいったん抹消されたが、抹消後は二軍で先発調整に取り組む一方で、7月11日のフレッシュオールスターゲーム（楽天生命パーク）にウエスタン・リーグ選抜の救援投手として登板した。8月8日の対北海道日本ハムファイターズ戦（旭川スタルヒン球場）では、先発投手として一軍に復帰。6回を2被安打、1失点、無四球、6奪三振という内容で一軍公式戦での初勝利を挙げた。NPBの球団に育成契約の野手として入団した選手が、投手への転向と支配下選手登録を経て、一軍公式戦の初先発で初勝利を挙げた事例は張奕が初めてである。一軍公式戦では通算で8試合に登板。初勝利以降に登板した6試合はすべて先発で2勝4敗、防御率5.93を記録した。シーズン終了後に開催の第2回WBSCプレミア12には台湾代表の投手として出場すると、オープニングラウンドのベネズエラ代表戦（11月6日）、スーパーラウンドの韓国代表戦（11月12日）の2試合に先発。通算投球イニング13回2/3を無失点で凌いだほか、いずれの試合でも白星を挙げたことから大会終了後には先発投手部門でベストナインに選ばれた。
2020年は春季キャンプ中に右肘を痛め、戦列復帰は8月中旬と大きく出遅れ、前年と同じ2勝に終わった。
2022年は全て中継ぎとして15試合に登板し、防御率2.38を記録した。

### 西武時代
2022年12月15日、埼玉西武ライオンズからFA宣言しオリックスに移籍した森友哉の人的補償として張奕が西武に移籍することが発表された。背番号は47。
2023年は、2月に右肩の炎症が見つかり、春季キャンプは二軍にあたるB班に配置換えとなった。この故障により同年3月開催のWBCのチャイニーズタイペイ代表も辞退することとなった。それでも4月12日は移籍後一軍初登板を果たし、23日の古巣のオリックス戦で途中登板した際には森を右飛に打ち取るなど三者凡退に抑えた。しかし、その後の登板では失点を重ね、5月2日の対日本ハム戦の登板翌日に登録を抹消され、持病の右肩痛にも悩まされて5試合の登板にとどまった。10月4日に球団から戦力外通告を受け、育成契約の打診もなかった。

### 西武戦力外通告後
故障の影響で実戦登板から離れていたが、12球団合同トライアウトでの登板を目指して準備を行い、11月15日開催のトライアウトに間に合わせた。シート打撃での打者3人との対戦で奪三振1、与四球2の結果だったが、およそ半年ぶりの実戦登板だったことから、登板後は無事に投げられたことを安堵するコメントを出している。トライアウト終了後も、アジア プロ野球チャンピオンシップのチャイニーズタイペイ代表のオーバーエイジ枠に追加招集される可能性があったことから西武第二球場で自主練習を続けていたが、結局招集のないまま大会は終了した。NPB球団からのオファーがなかったため、21日の自主練習の際、台湾で現役続行を目指すことを明言した。2024年7月の台湾プロ野球ドラフト会議での指名を目指し、現地の社会人チームでプレーを続行する予定。11月27日には、台鋼ホークスの練習生（自行培訓選手）としてチームに合流。同球団でアジアウインターリーグに参加することになり、12月9日の初登板ではNPB REDを2回2安打無失点に抑えている。

### 富邦時代
2024年6月28日に台湾プロ野球のドラフト会議が行われ、富邦ガーディアンズから2位の指名を受けた。背番号は19。2024年11月に開催される第3回WBSCプレミア12の台湾代表の投手として選出される。背番号は19。

## 選手としての特徴・人物
大学時代は50メートル走6.0秒、遠投120メートル、走攻守三拍子揃った外野手との評価を得ていた。
プロで投手に転向した後は、ストレートと落差のあるフォークボールを軸にカーブやスライダーを交える。2021年には、二軍でリリーフとして自己最速157km/hを計測している。
愛称は「チョーメン」、「シーファン」。
2018年に日本人と結婚、3人の子宝にも恵まれた。母国でのプレーは単身赴任。

## 詳細情報

### 年度別投手成績
| 年 度     | 球 団      | 登 板 | 先 発 | 完 投 | 完 封 | 無 四 球 | 勝 利 | 敗 戦 | セ 丨 ブ | ホ 丨 ル ド | 勝 率 | 打 者 | 投 球 回 | 被 安 打 | 被 本 塁 打 | 与 四 球 | 敬 遠 | 与 死 球 | 奪 三 振 | 暴 投 | ボ 丨 ク | 失 点 | 自 責 点 | 防 御 率 | W H I P |
| --------- | ---------- | ----- | ----- | ----- | ----- | -------- | ----- | ----- | -------- | ----------- | ----- | ----- | -------- | -------- | ----------- | -------- | ----- | -------- | -------- | ----- | -------- | ----- | -------- | -------- | ------- |
| 2019      | オリックス | 8     | 6     | 0     | 0     | 0        | 2     | 4     | 0        | 0           | .333  | 126   | 27.1     | 36       | 7           | 9        | 0     | 1        | 17       | 1     | 0        | 20    | 18       | 5.93     | 1.65    |
| 2020      | オリックス | 13    | 9     | 0     | 0     | 0        | 2     | 4     | 0        | 0           | .333  | 212   | 48.0     | 50       | 5           | 16       | 0     | 2        | 46       | 1     | 1        | 26    | 23       | 4.31     | 1.38    |
| 2021      | オリックス | 8     | 1     | 0     | 0     | 0        | 0     | 1     | 0        | 3           | .000  | 54    | 10.1     | 21       | 4           | 2        | 0     | 0        | 15       | 0     | 0        | 15    | 15       | 13.06    | 2.23    |
| 2022      | オリックス | 15    | 0     | 0     | 0     | 0        | 0     | 0     | 0        | 0           | ----  | 101   | 22.2     | 23       | 0           | 10       | 0     | 2        | 20       | 0     | 0        | 9     | 6        | 2.38     | 1.46    |
| 2023      | 西武       | 5     | 0     | 0     | 0     | 0        | 0     | 0     | 0        | 0           | ----  | 25    | 5.0      | 10       | 2           | 1        | 0     | 0        | 3        | 0     | 0        | 5     | 5        | 9.00     | 2.20    |
| 通算：5年 | 通算：5年  | 49    | 16    | 0     | 0     | 0        | 4     | 9     | 0        | 3           | .308  | 518   | 113.1    | 140      | 18          | 38       | 0     | 5        | 101      | 2     | 1        | 75    | 67       | 5.32     | 1.57    |

- 2023年度シーズン終了時
- 各年度の太字はリーグ最多

### 年度別守備成績
| 年 度 | 球 団      | 投手  | 投手  | 投手  | 投手  | 投手  | 投手     |
| 年 度 | 球 団      | 試 合 | 刺 殺 | 補 殺 | 失 策 | 併 殺 | 守 備 率 |
| ----- | ---------- | ----- | ----- | ----- | ----- | ----- | -------- |
| 2019  | オリックス | 8     | 0     | 4     | 0     | 0     | 1.000    |
| 2020  | オリックス | 13    | 1     | 8     | 0     | 0     | 1.000    |
| 2021  | オリックス | 8     | 1     | 0     | 0     | 0     | 1.000    |
| 2022  | オリックス | 15    | 2     | 2     | 2     | 0     | .667     |
| 2023  | 西武       | 5     | 0     | 0     | 0     | 0     | ----     |
| 通算  | 通算       | 49    | 4     | 14    | 2     | 0     | .900     |

- 2023年度シーズン終了時

### 表彰
国際大会
- WBSCプレミア12ベストナイン：1回（2019年）

### 記録
初記録
投手記録
- 初登板：2019年5月16日、対千葉ロッテマリーンズ7回戦（ZOZOマリンスタジアム）、8回裏に4番手で救援登板・完了、2/3回無失点
- 初先発登板・初勝利：2019年8月8日、対北海道日本ハムファイターズ16回戦（旭川スタルヒン球場）、6回2安打1失点
- 初奪三振：同上、1回裏に大田泰示から空振り三振
- 初ホールド：2021年6月23日、対北海道日本ハムファイターズ10回戦（京セラドーム大阪）、7回表に3番手で救援登板、1回無失点

打撃記録
- 初打席：2021年5月27日、対横浜DeNAベイスターズ3回戦（横浜スタジアム）、3回表にフェルナンド・ロメロから三ゴロ

### 背番号
- 122（2017年 - 2019年5月1日）
- 98（2019年5月2日 - 2022年）
- 47（2023年）
- 19（2019年WBSCプレミア12、2024年 - ）
- 61（2023年アジアウインターリーグ）[37][38]

### 登場曲
- 「IT'S OK (feat. AI)」AK-69（2019年）
- 「恋愛レボリューション21」モーニング娘。（2020年）[39]
- 「This Is Me (The Reimagined Remix)」Keala Settle, Kesha & Missy Elliott（2020年）
- 「Battle Scars」Lupe Fiasco&Guy Sebastian（2021年 - ）

### 代表歴
- 2019 WBSCプレミア12 チャイニーズタイペイ代表
- 2024 WBSCプレミア12 チャイニーズタイペイ代表